# Havndal
Havndal er en by i Østjylland med 823 indbyggere  (2024), beliggende 9 km nord for Øster Tørslev, 10 km nordvest for Udbyhøj Vasehuse, 12 km sydøst for Hadsund og 26 km nordøst for Randers. Byen hører til Randers Kommune og ligger i Region Midtjylland.

## Havndal Kirke
Havndal hører til Udbyneder Sogn. Udbyneder Kirke ligger i Udbyneder 3 km øst for Havndal, men i 1925 fik Havndal tilskødet jord til en kirkegård. Gennem indsamling blev der rejst midler til at bygge et kapel, som i 1930 blev indviet til kirke. Pga. denne oprindelse har Havndal Kirke ikke et tårn.

## Faciliteter
Havndal Skole har 132 elever, fordelt på 0.-6. klassetrin i ét spor. Eleverne skal til Grønhøjskolen i Øster Tørslev for at tage 7.-9. klasse. SFO'en Solsikken er et fritidstilbud til børn i 0.-3. klasse. Havndal har også Havndal Børnehave og Ældrecenter Aldershvile.
Forsamlingshuset Estraden har en sal til 175 personer. Tanken om at opføre en sportshal opstod midt i 1970'erne. Havndal Borgerforening påtænkte en tilbygning til Estraden, som borgerforeningen ejede. Det blev dog ret hurtigt besluttet, at den bedste løsning måtte være en ny sportshal, og planerne blev overdraget til Havndal-Udbyneder Idrætsforening. Hallen blev indviet i september 1979 og overdraget til den selvejende institution Havndal Hallen.

## Historie

### Stationsbyen
Havndal fik station på Randers-Hadsund Jernbane (1883-1969). Den blev anlagt på bar mark og opkaldt efter en lille klynge huse, bl.a. et jordemoderhus, som lå ½ km vest for stationen. Men der kom hurtigt bebyggelse omkring stationen. I 1901 beskrives byen således:
"Havndal, en i de sidste 20 Aar om Stationen opstaaet By, med offtl. Politiret for Onsild-Gjerlev Hrdr.’s Jurisdikt., Sparekasse for Udbyneder-Kastbjærg Komm. (opr. 1871; 31/3 1899 var...Antal af Konti 849), Haandværkere, Farveri, Uldspinderi, Maltgøreri, Teglv., Andelsmejeri, Købmandshdl., Gæstgiveri, Afholdshotel, Jærnbane-, Telegraf- og Telefonst. samt Postekspedition. Skole mellem Havndal og Udbyover."
Stationen fik stikspor til JAF (Jydsk Andels Foderstofforening) og det lokale korn- og foderstoffirma Mercur foruden at der var stikspor til varehuset og siderampe ved læssesporet.
Stationsbygningen er revet ned og har efterladt et åbent område langs Vesterbro. Banens tracé er inde i byen bevaret som sti mellem Vellinggårdsvej og Kronjydevej og tildels på Jydestien. Den nordlige del af Rolighedsvej er anlagt på tracéet. Fra Søndervej starter en 10 km lang banesti til Hadsund Syd. Ifølge kommuneplanen bør banetracéet fortsat kunne aflæses i byens struktur. Trods nedrivningen af stationen og udskiftning af flere karakteristiske huse på hovedgaden er Havndal udpeget som kulturmiljø på baggrund af dens udvikling som ren stationsby, hvor der ikke var en landsby i forvejen.

### Kommunen
Udbyneder Sogn kom ved kommunalreformen i 1970 med i Mariager Kommune. Den skulle ved kommunalreformen i 2007 indgå i Mariagerfjord Kommune, men Havndal-området besluttede ved afstemning at komme med i den ny Randers Kommune.